# Groene Zoodje

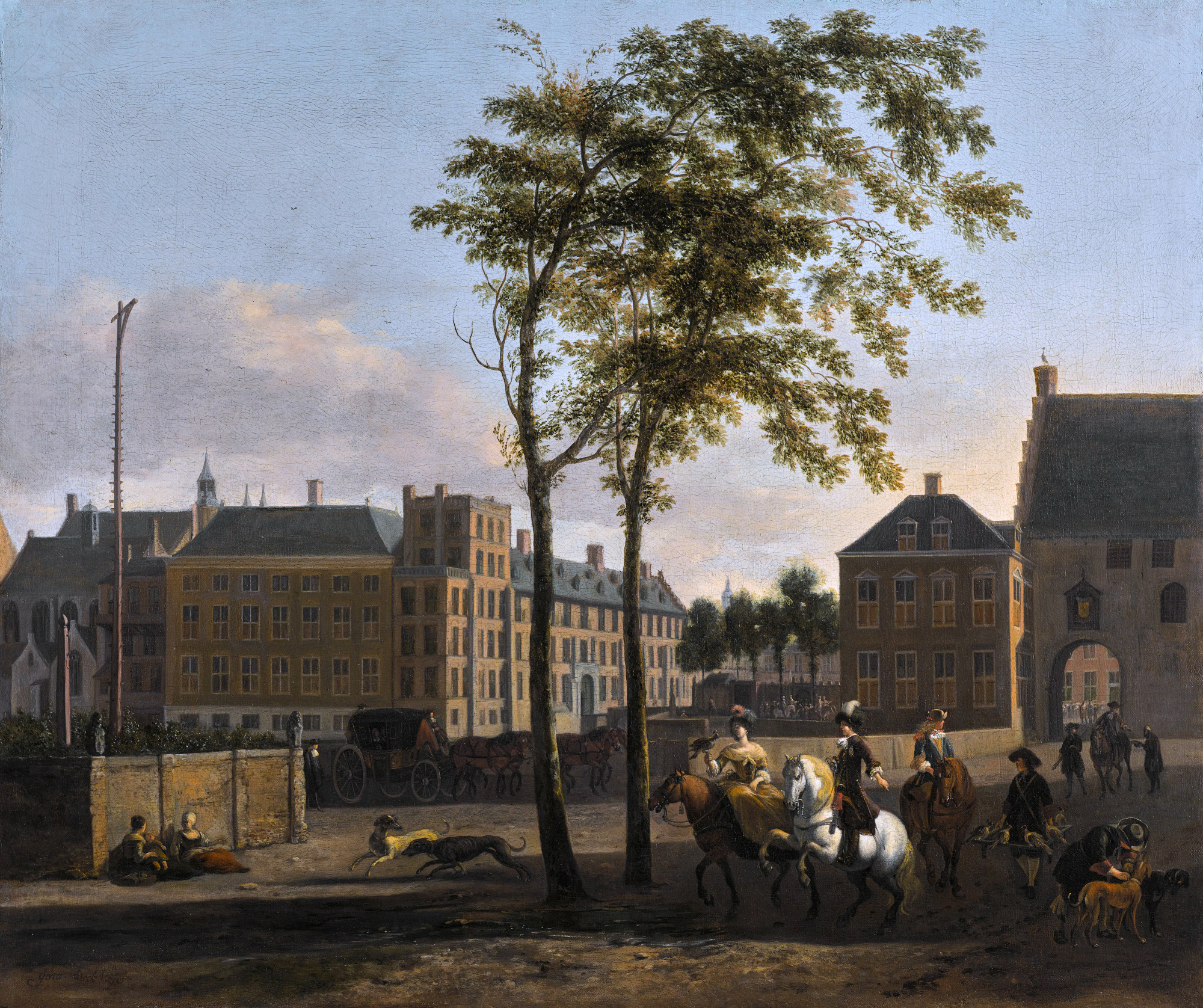
Het Groene Zoodje. Tweede helft 17e eeuw. Ook zichtbaar Buitenhof en de Gevangenpoort

Het Groene Zoodje is de executieplaats in Den Haag waar van de 14e tot de 18e eeuw ter dood veroordeelden werden terechtgesteld. Als rechters de doodstraf uitspraken, werd die meestal ten overstaan van een grote menigte voltrokken op het Groene Zoodje.
Het schavot kreeg deze benaming, omdat het bij terechtstellingen werd voorzien van een laag groene zoden. Na een onthoofding werd op het gras zand gestrooid om het bloed te absorberen. Ook lichtere lijfstraffen die vaker voorkwamen, werden op het Groene Zoodje voltrokken. 
Het Groene Zoodje bevond zich op de kruising van de Lange Vijverberg en de Plaats, vlak bij de Gevangenpoort. Daar zijn in 1672 ook Johan en Cornelis de Witt vermoord.  
In 1719 werd op aandringen van de omwonenden het vaste, gemetselde schavot verwijderd. Vanaf dat moment werd er bij iedere executie een houten schavot getimmerd. Zo hoefde de buurt niet steeds tegen het schavot aan te kijken waar al zo veel bloed gevloeid had.